# 空喀山口事件
34°17′23″N 79°2′29″E / 34.28972°N 79.04139°E
|  |

空喀山口事件，是1959年10月20日发生于中国和印度之间的边境军事冲突；也是朗久事件后的第二轮中印冲突事件。

## 概述
1959年印度政界右翼议员要求政府收复拉达克东部的阿克赛钦地区，当时尼赫鲁曾承认这个地区的边界从未划定过。同年9月13日，他还发布过一项秘密指示说：“在阿克赛钦地区应当大体维持现状，因为我方在那里未设哨所，而且很难到达这个地区。任何涉及该地区的问题，只有在时机成熟时联系整个边境的更大问题方可予以考虑。目前我们只好暂且容忍中国对拉达克东部地区的占领和他们通过这个地区修筑的公路。”但是这一秘密指示并未得到贯彻。1959年夏，印度情报局和内政部仍指示其下属的边境警察部队向前推进。他们首先在列城东北的三个地点设置了哨所，并派遣巡逻队沿羌臣摩河河谷而上，要越过传统习惯线，靠近中国新藏公路的拉那克山口建立一个哨所，并坚持认为这个山口是边界的标志。
1959年10月20日，三名印度武装人员在西藏地方西北端的空喀山口以南地区沿羌臣摩河河越入中国领土，遭到中国边防人员警告，但印方拒绝。中国边防人员不得不将他们解除武装，予以扣押。第二天，10月21日，一支由70余名印度特种边防警察组成的巡逻队闯入中国领土在同一地点(一个无名的小独立高地，事件之后被命名为胜利山)，并于15时9分首先向中方开枪射击。15时19分对中方开始第二次射击。其中边防巡逻队副班长武国清中枪阵亡。中国巡逻队剩余13人随后进行还击，班长文杰看到印军进攻猛烈，便改变作战策略。他让大部分战士集中火力抵抗正面进攻的印军，自己带着两名战士抄印军的后路。印军在遭到背部进攻后，阵脚大乱开始撤退，19时30分，战斗结束，印军丢下了九具尸体，另有三名负伤、七名被解放军俘虏。
在此次战役中阵亡的中方士兵武国清，追授一等功臣，葬于疏勒烈士陵园。

## 后续

### 军事
空喀山口边防站配备有81型15瓦电台两部（1部备用），台长1名，军士报务员1名，与南疆军区和军区骑兵某团保持着定时无线电通信联络，需要时可全天候守听，随叫随应。南疆军区与新疆军区、统帅部建立有顺畅的无线电通信联络。事发当天晚上气候十分恶劣，双方联络不通。事发突然，中共中央军委决定令陆军某师一台150瓦通信车迅速进驻空喀，保障了军区与空喀的直接无线电联络。通报方式上采用网路、专向并用。即：空喀以15瓦电台与南疆军区建立专向，以陆军某师150瓦车台与两级军区组成网路。发向两级军区的电报，以通播方式进行，重复的顺序是先军区后南疆，并保持随叫随应等，以防范印军发动新的攻势。

### 外交
事情发生后，中方立即向印度方面提出了抗议。第二天，印方也向中方提出了抗议，印度外交部并于10月23日发表了一项公报。印方公报主张：10月20日，印度警察巡逻队派出一批人，寻找在空喀山口附近进行巡逻而当天下午没有回来的两个警察。但寻找没有结果，在第二天上午，印度巡逻队的一个分遣队出发巡逻，再次继续寻找，但这支部队遭到了守在山顶上的中国军队突然发射的猛烈炮火袭击。10月26日，中华人民共和国外交部针对印度外交部10月23日发表针对性声明，驳斥了印方指控，希望印度政府以中印友谊为重，保持两国边境安宁。中印双方关于空喀山口事件各执一词。
在印度国内，印度政府对空喀山口事件的说明，却在无形中煽起了强烈的民族主义情绪；尼赫鲁在边境问题上的态度也逐渐改变。11月7日，周恩来致信尼赫鲁，主张两项提议：1、双方各自后撤二十公里，以留出冲突缓冲区；2、举行中印总理级会谈。11月16日，尼赫鲁回信表示拒绝。
11月14日，中国边防部队交还扣押和俘获的印军人员、尸体和武器。1960年中国周恩来访问印度，同尼赫鲁总理会谈，提出谈判解决边境问题，未得印度方面的接受。1962年6月起，印度总理尼赫鲁发表前进政策，印军越过“麦克马洪线”，进入西藏山南的扯冬地区，并声称中国不应占領西藏，中印战争最后爆发。

## 历史地图

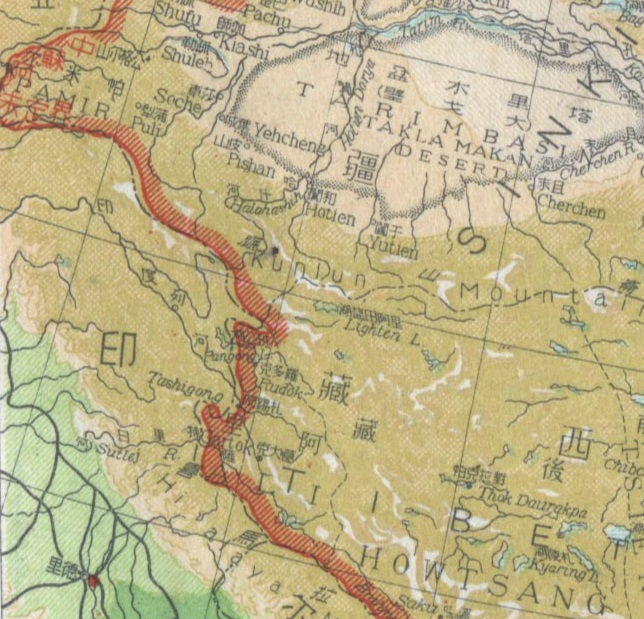
1947 年的中华民国地图，显示以空喀山口为边界
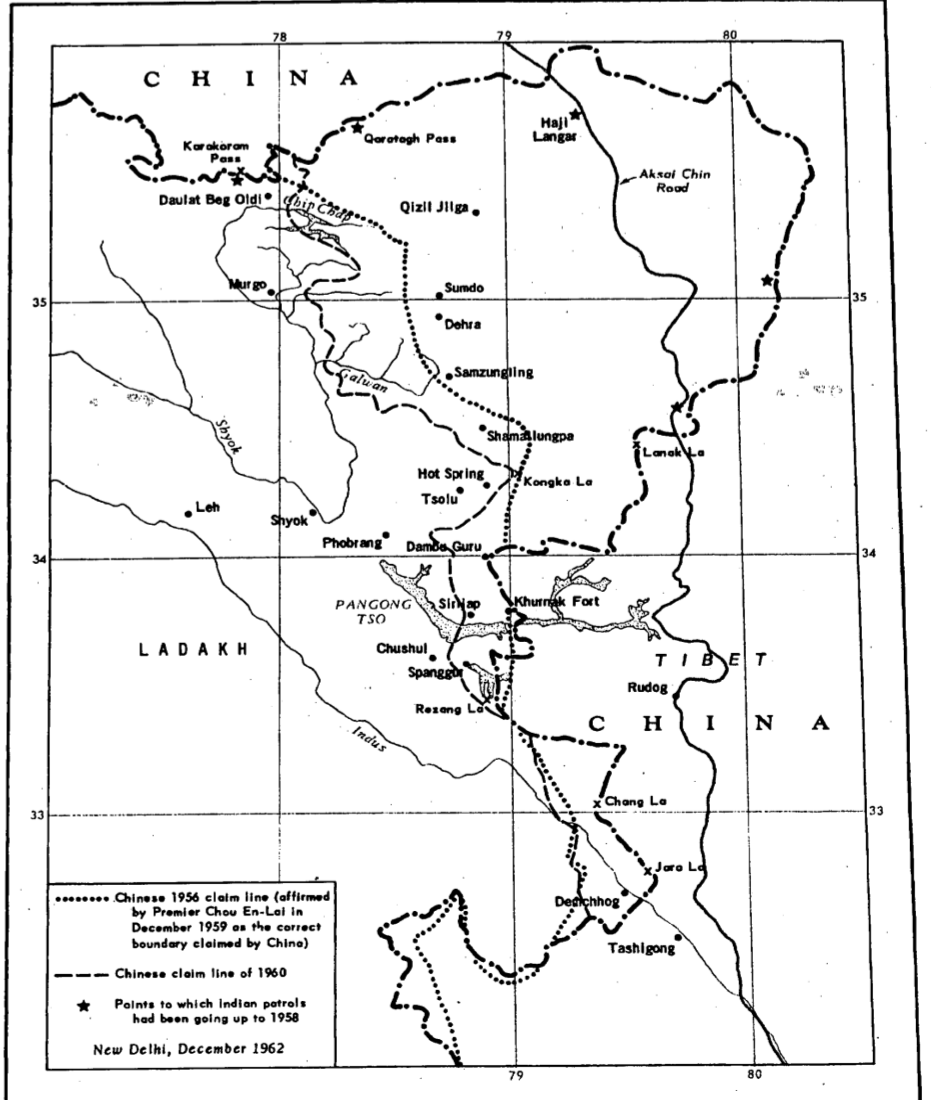
中国主张在拉达克边界线（中央情报局提供的地图）
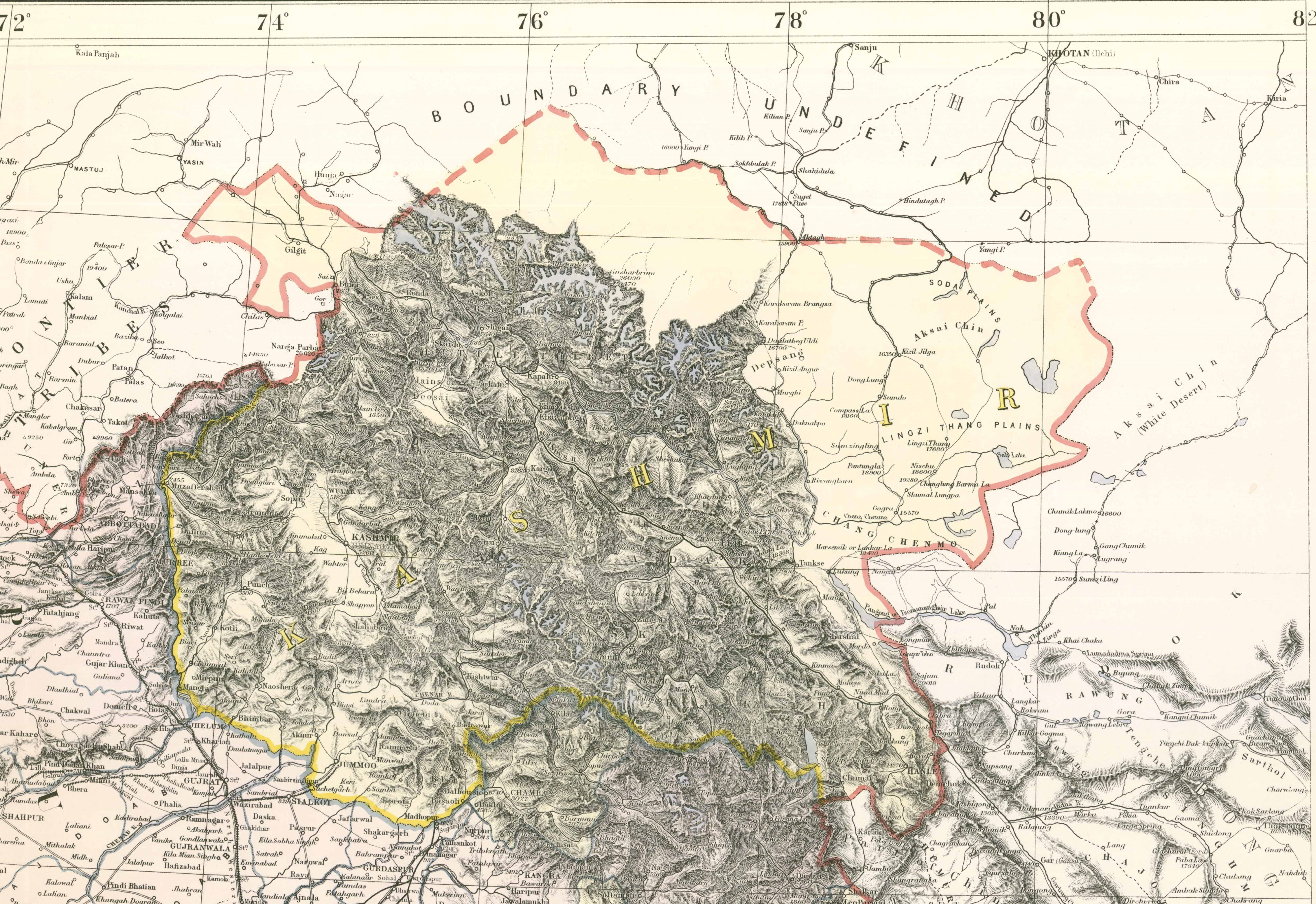
克什米尔边界在1888 年印度勘探局（英语：Survay of India）绘制的印度地图中,虚线所示的未定义边界，从马鲁毕庭峰、叶尔羌河、麻扎村(Mazar)、阿克塔(Aktagh)到喀拉昆仑山(Karakunlun Shan)

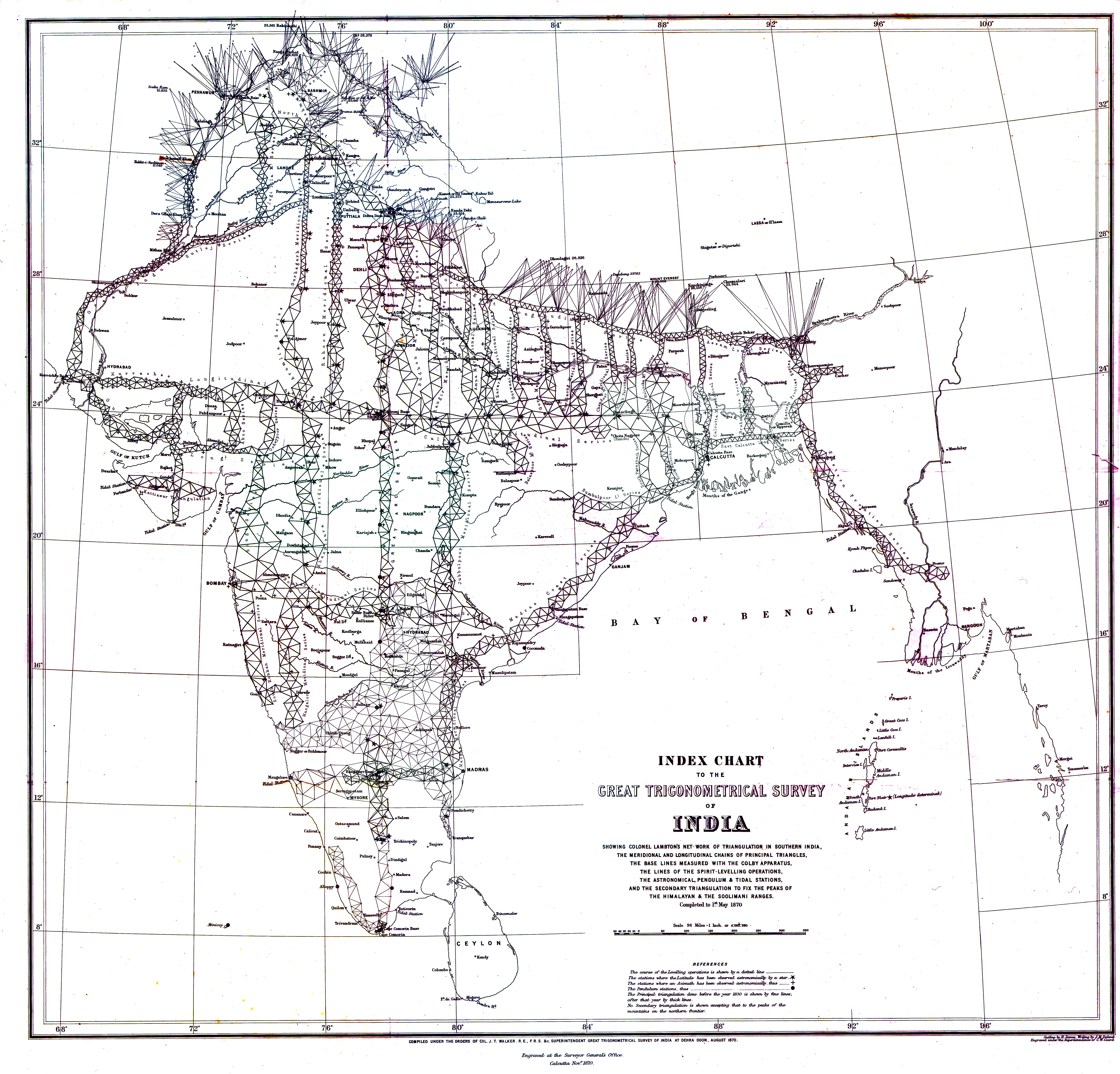
1870 年印度勘探局制作的一张地图，显示了 (1802-1852) 年使用的三角形定位和穿越调查在大三角测量。穿越调查只到达南迦帕尔巴特峰、斯卡都 、羌臣摩河 和Hanle附近。三角形定位最北到拉卡波希峰 和K2峰 。